# Красильные растения
Краси́льные расте́ния — растения, содержащие в своих органах и тканях красящие вещества, используемые для производства красок. Пигменты (красящие вещества) могут быть заключёнными в пластидах или растворёнными в клеточном соке и находятся в органах (корни, стебли, листья, цветки, плоды, семена) и тканях (древесина, кора).
Известно свыше 2000 видов различных красильных растений, однако, практическое применение находят всего около 130 из них. Для промышленного использования — окраски пищевых продуктов, косметических средств, в производстве ковров и тканей, где растительные красители широко используются до сих пор, пригодными являются только лишь красильные растения с высоким содержанием красителей, дающих стойкое окрашивание.
Особо ценные краски содержатся преимущественно в растениях, произрастающих на территории тропических и субтропических широт, но немало из них встречается и в умеренных широтах. Красильные растения встречаются повсеместно: на лугах, в степях, пустынях и полупустынях, а также как сорные, в посевах и т. д.
Красильные растения имеются среди представителей всех семейств высших растений; встречаются они также и среди споровых (плауны) и низших растений (некоторые лишайники).

## Растительные красители
Красящие вещества растительного происхождения подразделяют на 4 группы:
- пигменты, окрашивающие собой хроматофоры — хлоропласты и хромопласты;
- вещества, содержащиеся в клеточном соке (например, антоциан);
- вещества, являющиеся продуктами выделений растений (обычно в эту группу также включают вещества лишайников, грибов, бактерий, хотя ни одна из этих групп не принадлежит к растениям);
- вещества, окрашивающие древесину.

Для технических целей наибольшее значение имеют вещества двух последних групп. Обычно красители непосредственно получаются из растений, для чего используют: растения целиком (лишайники); подземные органы — корни, корневища (кермек, марена); кора (дуб, яблоня); древесина (красное, чёрное, жёлтое, сандаловое, кампешевое, синее дерево и др.); травянистые части и листья (вайда, индигофера); цветки и части цветков (шафран, сафлор); плоды и волоски, их покрывающие (камала). Иногда красящие вещества добываются из растений, путем специальной обработки, например ферментации (индиго, лакмус и др.), или из продуктов, являющихся одновременно и дубильными веществами (катеху, гамбир, кино).
Растительные красители представляют собой сложную смесь экстрагируемых пигментов и различных веществ. Благодаря этому достигается прочная (стойкая) окраска, которая в ряде случаев до сих пор не может быть достигнута при помощи искусственных химических красок. Красители растительного происхождения по сравнению с синтетическими имеют ряд преимуществ при использовании в таких отраслях лёгкой промышленности как ковровая, меховая, шерстяная, шелковая, а многие из них незаменимы при производстве пищевых продуктов.

## История
Растительные краски были одними из первых, которые начал применять человек еще с доисторических времён. Древние люди научились получать красящие вещества из цветов, травянистых частей, листьев, плодов, древесины, корней, стеблей, древесных грибов. Ткани, окрашенные красителями, полученными из красильных растений не линяли при стирке, не выгорали на солнце и были безопасными для здоровья. Неяркие ткани, окрашенные красителям из луковой шелухи, ревеня и фустика были доступны бедным слоям населения. В Древней Греции, Древнем Риме и Древнем Египте получали стойкий красно-оранжевый растительный краситель из корней многолетнего растения — марена. Получаемая из этого растения дорогостоящая красная ткань — «скарлетт», высоко ценилась. Красильщики Центральной Азии жёлтый или коричнево-желтый цвет получали при помощи дикорастущего горного растения живокость желтая, а также зеленого и орехового околоплодника, темно-коричневый — из корней урюка. Ещё в глубокой древности в Индии выращивали кустарники индигоноса, чьи листья были основным сырьем для производства красителя индиго, который придавал тканям синий цвет. Индиго на то время был одним из самых прочных и ярких красок, из-за чего пользовался особой популярностью. Для изготовления краски зелёного цвета на территории Европы длительное время использовали листья и плоды крушины. Но краситель не отличался высокой стойкостью, и ткань быстро выцветала. В 1845 году появился краситель из Китая — локао (китайская зелень), для производства которого использовались не листья и плоды, а кора крушины. Многие ткани окрашивали при помощи чернильных корней дуба, грецкого ореха, фисташки, цветов мальвы, и различных ягод; но эти красители быстро теряли цвет.
Люди занимались изучением красильных растений и разработкой методов получения естественных растительных красителей из них с древних времен, о чем свидетельствует ботаническая и околоботаническая литература, но флора красильных растений, их свойства и использование изучены далеко не полностью.
До второй половины XIX века растительные красители широко использовались, а культивирование красильных растений занимало значительное место в структуре сельского хозяйства и было распространено во многих странах Европы и Азии. Однако, бурный рост производства синтетических красителей и недостаточная изученность красильных растений отодвинули на второй план применение натуральных красителей для крашения текстильных полотен. Впоследствии они были сильно вытеснены анилиновыми красками, а культивирование красильных растений во многих местах было почти полностью прекращено. В настоящее время растительные краски применяются только в традиционной ковровой и шёлковой промышленности (часто в кустарном производстве), вследствие красоты и стойкости, а также в пищевой промышленности в виду своей безвредности.

### История изучения красильных растений в России
Письменные источники об использовании растительных красителей из красильных растений на Руси появились в XVI веке. Одна из первых обобщающих работ о красильных растениях — это «Краткое описание важнейших красильных растений и способы их разведения в России» (1812), где приводилось 8 видов (из них марена и вайда) «фабричных» сырьевых растений и ещё 34 вида растений, применяемых в крестьянских хозяйствах. В 1830-40 годах в Никитском ботаническом саду были попытки культивировать марену, дуб красильный, горец красильный и некоторые другие красильные растения. Однако, эти попытки скоро закончились.
В начале XIX века начали появляться ботанические атласы, учебники и словари, издаваемые на русском языке. В некоторых из них большое внимание уделялось практическим свойствам растений. Например, большой фолиант Г. А. Суккова «Экономическая ботаника» (1804) содержала описания красильных растений и рецептов их использования. В 1828 году Николаем Щегловым в Санкт-Петербурге была издана «Хозяйственная ботаника, включающая описания и изображения полезных и вредных для человека растений». Третий раздел книги посвящался красильным, дубильным и волокнистым растениям. В списке приводилось 19 видов красильных растений (включая такие, как марена, вайда, резеда, кротон). В годы Великой Отечественной войны СССР был отрезан от поставок красильного сырья из-за рубежа, что стало толчком для развития работ в области исследований технического растительного сырья. В 1950 году увидела свет итоговая в этом направлении (и последняя за прошедшие полвека) монография Ан. А. Федорова и Б. Я. Розена «Красильные растения СССР».
После 1950-х годов отмечается спад интереса к красильным растениям на территории России. В основном же о красильных растениях упоминается в многочисленных «Определителях» и «Флорах», что является не оригинальными данными.

## Примеры красильных растений

### Для жёлтых красок
Наибольшее значение в мировой практике имеет куркума (Curcuma longa) и другие виды семейства имбирных, являющиеся источником получения жёлтой краски (куркумин), получаемой из их клубней. Характерная особенность куркумина — это его способность окрашивать в жёлтый цвет не только животные, но и растительные волокна без протравы. В этом отношении он аналогичен искусственным органическим азокрасителям. Краситель получают экстрагированием порошка корня куркумы петролейным эфиром, а затем спиртом. Полученный спиртовой экстракт представляет собой жёлтый натуральный краситель. Куркумин применяется при окрашивании в жёлтый цвет хлопчатобумажных тканей. В Китае куркумой окрашивают шёлк. Также куркума может использоваться для окрашивания пищевых продуктов в жёлтый цвет, например масла, сыра, риса (на островах Карибского моря), хлебопекарных и кондитерских изделий, растительного масла, лаков, воска, бумаги, древесины и др.
Кроме того, жёлтые краски можно получать из следующих растений:
- ноготки — из цветков получается жёлтая краска, пригодная для подкраски жиров, например маргарина[17]
- барбарис — применяют корни в сушёном и толчёном виде в Средней Азии для окраски кож и тканей;
- живокость (Delphinium semibarbatum). В Азии используют цветки при окраске тканей, шёлка и шерсти, а также применяется в ковровом производстве;
- дрок закавказский (Genista transcaucasica), дрок красильный (Genista tinctoria). Из цветков и листьев растения добывается ярко-жёлтая краска. В нагорном Карабахе используется для окраски тканей и в ковровом производстве;
- молочаи (Euphorbia gerardiana и другие виды). В Закавказье и Средней Азии применяют цветки и листья в ковровом производстве. При смешивании с индиго даёт зелёные оттенки;
- сафлор — используются цветки в кулинарии и пищевой промышленности (кроме жёлтой, можно получить и красную краску);
- софора (Sophora japonica). Из распустившихся цветков получают жёлтую краску, из нераспустившихся — зелёную; используется в Средней Азии при окраске ковров;
- шафран — рыльца цветков используются в кулинарии и в пищевой промышленности;
- яблоня — кора, особенно внутренняя её часть используется в домашнем крашении шерсти и тканей;
- багульник (Ledum palustre), кизил (Cornus mas), лук (Allium pskemense), резеда (Reseda luteola), Cephalaria (Cephalaria tatarica), толокнянка (Arctostaphylos), чистотел (Chelidonium) и некоторых других.

### Для синих и фиолетовых красок
- индигофера красильная (Indigofera tinctoria)[2]. Листья содержат бесцветный гликозид индикан. Под действием ферментов или слабых кислот гликозид расщепляется на глюкозу и агликон индоксил, также бесцветный, но на воздухе он сразу окисляется и превращается в индиготин, называемый синим индиго. Синее индиго — чрезвычайно прочная краска для тканей, была вытеснена синтетическим индиго, полученным в 1870 году[2].
- вайда (Isatis tinctoria). Изредка используется в ковровом производстве и домашнем крашении. Получение из неё синей краски были известны ещё в глубокой древности. До середины XVI века она была важным объектом культивирования в Центральной Европе, когда она была вытеснена индиго, доставлявшейся из Индии.
- мальва чёрная (Althaea rosea var. nigra). Содержит в лепестках цветков антоциан, который служит фиолетовым красителем. Используется для подкраски вин, ликёров и водки. Цветы с солями железа применяются в кустарном производстве шёлков в Средней Азии для их окраски в чёрный цвет[2].
- для синих красок иногда используются стебли плауна (виды рода Lycopodium), красильной гречихи (Polygonum tinctorium) и др[2];
- кампешевое дерево (Haematoxylum campechianum) содержит синий краситель гематоксилин[4].

### Для красных красок
- гармалa (Peganum harmala). Краситель из семян используется в ковровом производстве (Азия и Закавказье) и в домашнем крашении. Даёт прочные краски от тёмно-красной до розовой[2].
- марена (Rubia tinctoria)[2]. История выращивания марены в первую очередь связана с её применением в качестве красящего вещества ярко-красного цвета. Для получения красителей используются корни двухлетних растений. Марена содержит несколько красителей, основными из которых являются ализарин и пурпурин в виде глюкозидов. Мареной окрашивали шелк, шерсть, лен, хлопок[18]. В зависимости от протравки получаются красители разного цвета — красного, розового, пурпурного, оранжевого и коричневого. Экстракты марены, выпускаемые под названием крапп. Размельчённые или размолотые в порошок корни служат основой для красной краски в ковровом производстве в Армении, Грузии, Азербайджане и местами в Средней Азии (Коканд). Культура была широко распространена в Европе. Ещё в конце XIX века марена культивировалась в очень значительных объёмах во Франции, Эльзасе, Голландии, Баварии, Бельгии, Кавказе и Леванте. Годовая стоимость производившегося маренного корня в одной только Франции оценивалась не менее, чем в 100 млн франков. На Кавказе существовали тоже очень значительные маренные плантации около Дербента и Шуши. Лучшими сортами считались левантский и авиньонский крапп: левантский крапп поступал в продажу в виде корня, под названием «лизари» или «ализари»; европейские сорта большей частью в молотом состоянии. Марена упоминается Плинием и другими античными авторами. Была обнаружена, например, в качестве розового красителя на гипсе в египетской росписи усыпальницы греко-римского периода. В Голландию попала в XVI веке через Испанию, получившую марену от мавров. Кольбер внедрил марену в Авиньоне в 1666 году, Францен — в Эльзасе 1729 году, но заметное место этот краситель стал занимать только к 1760—1790 годах. Для приготовления художественного пигмента (лака) к экстракту корня марены добавлялись квасцы и производилось осаждение с помощью щёлочи. Культивирование марены прекратилось в последней четверти XIX века после того, как немецкие химики Гребе и Либерман предложили способ получения ализарина в 1868 году. Известна в Грузии в качестве красителя для пасхальных яиц под названием груз. ენდრო — «эндро». По всей стране накануне Пасхи продают свежие корни растения связками либо измельчёнными.
- для получения красных красок изредка применяют: в Закавказье — бирючина (Ligustrum vulgare), гранат (Punica granatum), подмаренник (Galium verum); в Средней Азии — аплык (Arnebia cornuta), мальва (Malva silvestris) и др[2].

### Для зелёных красок
Зелёные краски обычно составляются из жёлтых в смеси с индиго. Помимо этого, изредка могут использоваться листья бузины (Sambucus racemosa), корень марены (Rubia tinctorum), листья крапивы двудомной (Urtica dioica), листья манжетки (Alchemilla), плоды можжевельника (Juniperus communis), соцветия шелковицы белой и черной (Morus alba и Morus nigra). В 1845 году появился краситель из Китая — локао (китайская зелень), для производства которого использовалась кора крушины.

### Для коричневых и светло-коричневых красок
- хна — краска из высушенных листьев лавсонии неколючей (Lawsonia inermis). Она традиционно используется для украшения тела в Индии, Пакистане, Северной Африке и многих арабских странах. Из листьев, которые собирают во время цветения, после высушивания и растирания в порошок, изготавливается краска. Листья, растущие на высоких ветках, используют для росписи по коже (мехенди), поскольку обладают более сильной окрашивающей способностью. Нижние листья идут на изготовления краски для волос, так что их перемалывают более грубо. Порошок хны тотчас же упаковывается и помещается в вакуум, так как краска довольно быстро портится[2];
- гранат (Punica granatum) — околоплодник применяется в ковровом производстве[2];
- грецкий орех (Juglans regia) — околоплодник используется при окраске в ковровом производстве[2];
- кермек (Statice gmelini) — корневище используется для окрашивания нитей в ковровом производстве[2];
- листья сумаха (Rhus соriaria, Rhus cotinus), кора ольхи (Alnus glutinosa), кора дуба (Quercus sp.), кора груши (Pirus) — часто используются в домашнем крашении[2].

### Для чёрных красок
Порошок листьев индигоферы красильной, смешанный с хной, даёт чёрную краску для волос, называемую басмой. Из листьев и побегов сумаха получают чёрную краску.
Часто чёрный цвет в окрашивании тканей заменяют концентрированным раствором чёрно-синего индиго (Армения и Азербайджан).

### Для красок прочих цветов
- источники серой краски из красильных растений: кора ракитника, барвинок, листья толокнянки, кора ели;
- молочай — экстракт из стеблей и соцветий даёт краситель цвета «хаки»[17].